# Tulostoma kreiselii
Tulostoma kreiselii är en svampart som beskrevs av G. Moreno, E. Horak & Altés 2002. Tulostoma kreiselii ingår i släktet Tulostoma och familjen Agaricaceae.   Inga underarter finns listade i Catalogue of Life.